# Баклан магеланський
Баклан магеланський (Phalacrocorax magellanicus) — вид сулоподібних птахів родини бакланових (Phalacrocoracidae).

## Поширення
Вид поширений вздовж морського узбережжя Чилі та Аргентини і на Фолклендських островах. Мешкає на скелястих скелях на березі моря.

## Опис
Птах завдовжки близько 66 см. Голова, шия, спина та крила чорні із зеленими відблисками. Груди та черево білі. Лорум і навколоочне кільце яскраво-червоні. Ноги тілесного кольору.